# Джеймс Форбс (ботанік)
Джеймс Форбс (англ. James Forbes, 1773 — 6 липня 1861) — британський ботанік.

## Біографія
Джеймс Форбс народився у Перт-і-Кінроссі у травні 1773 року. Він був садівник герцога Бедфорда у Воберн-Еббі.
24 березня 1803 року Форбс став членом Лондонського королівського товариства. У 1832 році він став членом Лондонського Ліннеївського товариства.
У 1839 році у його праці «Pinetum woburnense: or, a catalogue of coniferous plants in the collection of the Duke of Bedford at Woburn Abbey, systematically arranged» рослині Abies amabilis було вперше присвоєно прийнята на даний час научкова назва Abies amabilis.
Джеймс Форбс помер у містечку Воберн-Еббі, Англія, 6 липня 1861 року.

## Наукова діяльність
Джеймс Форбс спеціалізувався на насіннєвих рослинах.

## Наукові праці
- Salictum Woburnense (1829).
- Hortus Woburnensis (1833).
- Journal of Horticultural Tour through Germany, Belgium and Part of France in… 1835 (1837).
- Pinetum Woburnense (1839).

## Почесті
Вільям Джексон Гукер назвав на його честь вид рослин Oncidium forbesii родини Орхідні.